# Cély
Cély (auch: Cély-en-Bière) ist eine französische Gemeinde mit 1.256 Einwohnern (Stand: 1. Januar 2022) im Département Seine-et-Marne in der Region Île-de-France. Sie gehört zum Arrondissement Fontainebleau und zum Kanton Fontainebleau (bis 2015: Kanton Perthes).
Die Einwohner werden Célysiens genannt.

## Geographie
Cély liegt etwa 46 Kilometer südsüdöstlich von Paris und etwa 14 Kilometer nordwestlich von Fontainebleau im Regionalen Naturpark Gâtinais français. Der Wald von Fontainebleau liegt im Osten.
Durch die Gemeinde führt die Autoroute A 6.

### Nachbargemeinden
Umgeben ist Cély von den Gemeinden Perthes im Norden, Fleury-en-Bière im Süden und Osten, Courances im Südwesten, Dannemois im Westen und Südwesten, Soisy-sur-École im Westen und Nordwesten sowie Saint-Germain-sur-École im Nordwesten.

## Bevölkerungsentwicklung
| 1962                      | 1968 | 1975 | 1982 | 1990 | 1999 | 2006 | 2013 |
| ------------------------- | ---- | ---- | ---- | ---- | ---- | ---- | ---- |
| 441                       | 445  | 556  | 822  | 960  | 1010 | 1089 | 1180 |
| Quelle: Cassini und INSEE |      |      |      |      |      |      |      |

## Sehenswürdigkeiten

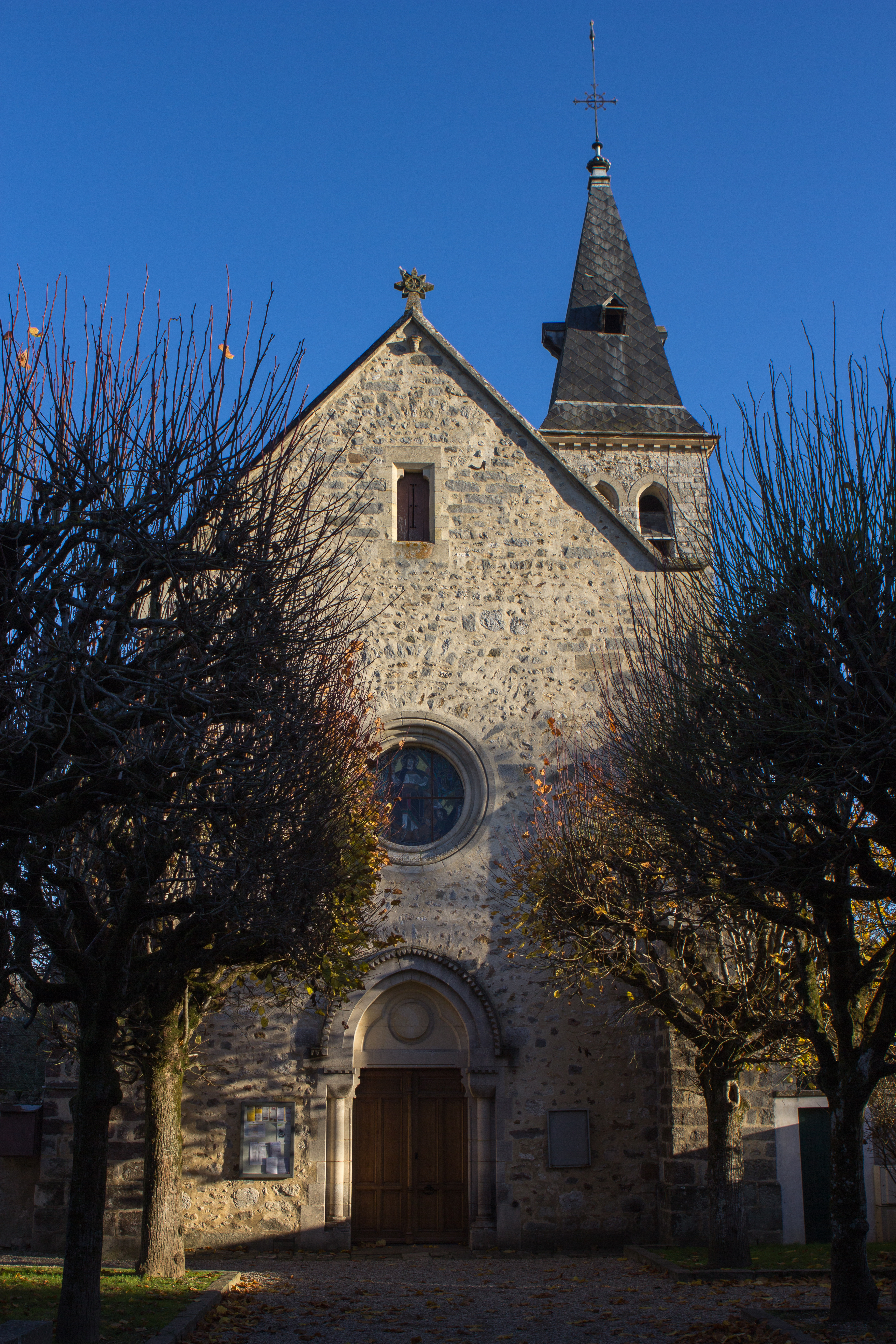
Kirche Saint-Étienne

- Kirche Saint-Étienne aus dem 13. Jahrhundert
- Schloss Cély
- Mühle Choiseau aus dem 17. Jahrhundert, Monument historique seit 1985
- Waschhaus, erbaut 1865

## Persönlichkeiten
- René Maugé (gestorben 1802), Zoologe
- Amans-Alexis Monteil (1769–1850), Historiker
- Madeleine Vionnet (1876–1975), Modeschöpferin